# 1996年夏季残疾人奥林匹克运动会乌克兰代表团
1996年夏季残疾人奥林匹克运动会乌克兰代表团是乌克兰派出的1996年夏季残疾人奥林匹克运动会代表团。获得1枚金牌、4枚银牌和2枚铜牌。